# إيرني بيم
إيرني بيم (بالإنجليزية: Ernie Beam)‏ هو لاعب كرة قاعدة أمريكي، ولد في 17 مارس 1867 في مانسفيلد في الولايات المتحدة، وتوفي في 12 سبتمبر 1918.

## وصلات خارجية
- إيرني بيم على موقعبيزبول رفرنس.كوم (الدوري الرئيسي) (الإنجليزية)
- إيرني بيم على موقعبيزبول رفرنس.كوم (الدوري الثانوي) (الإنجليزية)